# Ludo srce
Ludo srce è il secondo album in studio della cantante serba Ceca, pubblicato nel 1989.

## Tracce
1. Ludo srce
2. Lepotan
3. Budi dečko moj
4. Greška
5. Zabraniću srcu da te voli
6. Dođi
7. Hej, ljubavi, ljubavi
8. Od glave do pete